# Wolf (manga)
Wolf (WOLF?, Urufu) è un manga di Akira Toriyama scritto e disegnato nel 1990.
Il manga è stato pubblicato per la prima volta all'interno dell'art book Akira Toriyama: The World, che raccoglie tutte le illustrazioni di Toriyama da Dragon Ball fino alle opere precedenti.
Wolf racconta le vicende quotidiane di un lupo a bordo della propria motocicletta, con intento morale-didattico in quanto impartisce alcune lezioni di sicurezza stradale.